# Marilyn Black
Marilyn Black (Marilyn Mary Black, verheiratete Vassella; * 20. Mai 1944 in New South Wales) ist eine ehemalige australische Sprinterin.
Bei den Olympischen Spielen 1964 in Tokio gewann sie über 200 m Bronze hinter der US-Amerikanerin Edith McGuire (Gold) und der Polin Irena Kirszenstein (Silber). Über 100 m und in der 4-mal-100-Meter-Staffel wurde sie jeweils Sechste.
Marilyn Black ist mit dem Sprinter Peter Vassella verheiratet.

## Persönliche Bestzeiten
- 100 m: 11,4 s, 15. Oktober 1964, Tokio
- 200 m: 23,1 s, 19. Oktober 1964, Tokio

## Weblink
- Marilyn Black in der Datenbank von Athletics Australia (englisch)
- Marilyn Black in der Datenbank von trackfield.brinkster.net (englisch)
- Marilyn Black in der Datenbank von Olympedia.org (englisch)

| Personendaten    | Personendaten                          |
| ---------------- | -------------------------------------- |
| NAME             | Black, Marilyn                         |
| ALTERNATIVNAMEN  | Black, Marilyn Mary; Vassella, Marilyn |
| KURZBESCHREIBUNG | australische Sprinterin                |
| GEBURTSDATUM     | 20. Mai 1944                           |
| GEBURTSORT       | New South Wales                        |